# Xã White Eyes, Quận Coshocton, Ohio
Xã White Eyes (tiếng Anh: White Eyes Township) là một xã thuộc quận Coshocton, tiểu bang Ohio, Hoa Kỳ. Năm 2010, dân số của xã này là 1.194 người.